# Leucopogon rodwayi
Leucopogon rodwayi är en ljungväxtart som beskrevs av Summerhayes. Leucopogon rodwayi ingår i släktet Leucopogon och familjen ljungväxter. Inga underarter finns listade i Catalogue of Life.